# Restless Spirits - Big Band Ritmo-Sinfonica Città di Verona plays the music of Roberto Magris
| Recensione         | Giudizio |
| ------------------ | -------- |
| All About Jazz (1) |          |
| All About Jazz (2) |          |
| All About Jazz (3) | /        |
| All About Jazz (4) | /        |
| Jazzrytmit         | /        |

Restless Spirits  - Big Band Ritmo-Sinfonica Città di Verona plays the music of Roberto Magris è un album discografico registrato da Roberto Magris con la Big Band Ritmo-Sinfonica Città di Verona ed è stato pubblicato dalla casa discografica Velut Luna nel 2009. Il disco è dedicato alla musica di Roberto Magris, arrangiata per grande orchestra e comprende, come ospiti, lo stesso Magris, il trombettista Massimo Greco ed il percussionista Sbibu. Restless Spirits  - Big Band Ritmo-Sinfonica Città di Verona plays the music of Roberto Magris è stato inserito da Ken Franckling’s Jazz Notes nell’elenco dei 10 migliori dischi jazz del 2009.

## Tracce
1. African Mood – 6:58 (Roberto Magris)
2. Blues For My Sleeping Baby – 6:47 (Roberto Magris)
3. Peaceful Heart – 6:57 (Roberto Magris)
4. Ambiguous – 9:48 (Roberto Magris)
5. Restless Spirits – 7:44 (Roberto Magris)
6. Short & Shorter – 6:35 (Roberto Magris)
7. Standard Life – 8:36 (Roberto Magris)
8. Maliblues – 6:36 (Roberto Magris)
9. Ambiguous (alternate take) – 9:35 (Roberto Magris)

## Solisti ospiti
- Roberto Magris – pianoforte e piano elettrico
- Massimo Greco – tromba
- Sbibu – percussioni

## Musicisti
- Marco Pasetto – direttore d’orchestra e sax soprano (brano 8)
- Patrizia Ballardini – flauto
- Franco Lissandrini – flauto
- Beatrice Maistri – flauto
- Barbara Mazzon – flauto
- Giulia Realdini – flauto
- Elena Zavarise – flauto
- Matteo Costanzi – tromba
- Giorgio Fiorini – tromba
- Davide Gagliardo – tromba
- Sandro Gilioli – tromba
- Marco Sorio – tromba
- Giovanna Bissoli – sax soprano
- Emanuele Ballini – sassofono contralto
- Paolo Girardi – sassofono contralto
- Paolo Pesenti – sassofono contralto
- Orazio Boscagin – sassofono tenore
- Stefano Buttura – sassofono tenore
- Sandro Avesani – sassofono baritono
- Filippo Borgo – clarinetto
- Caterina Gatto – clarinetto
- Elisabetta Grego – clarinetto
- Alessandro Manfredi – clarinetto
- Nicola Zeggio – clarinetto
- Paolo Delaini – clarinetto basso
- Marco Finato – clarinetto basso
- Anna Vittoria Zanardi – fagotto
- Saulo Agostini – trombone
- Linda Anzolin – trombone
- Gino Farenzena – trombone
- Giorgio Morelato – trombone
- Giordano Bruno Tedeschi – trombone
- Ester Anzolin – corno
- Denis Cavallini – corno
- Graziana Marchioni – corno
- Marco Pallaver – corno
- Mario Cracco – basso tuba
- Ivo Bonazzi – chitarra elettrica
- Daniele Rotunno - tastiera
- Giuseppe Gasperini - basso elettrico
- Luca Zoccatelli - basso elettrico
- Giorgio Buttura – glockenspiel
- Stefano Zuffellato – batteria
- Stefano Sartori – percussioni